# Liste des préfets du département de la Corse
Le titre de préfet de Corse est porté au IXe siècle par les fonctionnaires de l'Empire carolingien, et notamment par le marquis de Toscane Boniface II de 828 à 838. La fonction disparaît ensuite jusqu'à la révolution française. Le département de la Corse est créé en 1790. En 1793, la Corse est divisée en deux départements (bidépartementalisation) : le Golo et le Liamone.
La fonction de préfet est créée par la loi du 28 pluviôse an VIII. Par sénatus-consulte du 19 avril 1811, les deux départements sont réunifiés. En 1976, la Corse est à nouveau divisée en deux, avec la création des départements de Haute-Corse et de Corse-du-Sud. La répartition des arrondissements est la même que celle retenue en 1811.

## Liste des préfets du département de la Corse (1811-1975)

### Préfets duPremier Empire
| Période         | Période          | Identité                      | Fonction précédente                                                 | Observation |
| --------------- | ---------------- | ----------------------------- | ------------------------------------------------------------------- | --- |
| 16 juillet 1811 | 15 mars 1814     | Hyacinthe Arrighi de Casanova | Député de la Corse au Corps législatif (Consulat) Préfet du Liamone | Membre de la junte de la Corse pendant les Cent-Jours                                                                      |
| 1813            | Sans suite       | Alexandre-Henri Heim          | Auditeur au conseil d'État                                          | Nommé Adjoint au commissaire extraordinaire dans la 2 e division militaire Nommé pendant les Cent-Jours préfet de Vaucluse |
| 15 mars 1814    | 3 septembre 1814 | François-Xavier Giubega       | Sous-préfet de Calvi                                                | (lre période) Rappelé aux Cent-Jours                                                                                       |

### Préfets de lapremière Restauration(1814-1815)
| Période          | Période      | Identité                                       | Fonction précédente                   | Observation                                                                                                   |
| ---------------- | ------------ | ---------------------------------------------- | ------------------------------------- | --- |
| 3 septembre 1814 | 5 avril 1815 | François Louis Joseph de Bourcier de Montureux | Commandant civil de la ville de Nancy | Commandant supérieur de l'Arrondissement d'Aix (Cent-Jours Nommé préfet de la Dordogne (Seconde restauration) |

### Préfets desCent-Jours
| Période      | Période | Identité                | Fonction précédente | Observation            |
| ------------ | ------- | ----------------------- | ------------------- | ---------------------- |
| 30 mars 1815 | 1815    | François-Xavier Giubega | Préfet de la Corse  | (2e période) Proscrit. |

### Préfets de laseconde Restauration(1815-1830)
| Période          | Période      | Identité                                        | Fonction précédente                                                                   | Observation                                                                |
| ---------------- | ------------ | ----------------------------------------------- | ------------------------------------------------------------------------------------- | -------------------------------------------------------------------------- |
| 14 juillet 1815  | 14 mars 1818 | Louis Courbon de Saint-Genest                   |                                                                                       | Passe à la préfecture de la Haute-Marne                                    |
| 14 mars 1818     | 1820         | Martin Vignolle                                 | Chef d'état-major à l'armée d'Italie Ministre de la Guerre de la république cisalpine | Devient député du Gard                                                     |
| 15 décembre 1819 |              | Alexandre-Daniel baron de Talleyrand-Périgord   | préfet du Vaucluse                                                                    | nomination sans suite, il rejoint ultérieurement la préfecture de l'Aisne. |
| 22 mai 1820      | 1822         | Claude François Eymard                          | Lieutenant de police                                                                  | Il fut ensuite membre du Conseil général de la Drôme (1836-1841).          |
| 13 mai 1822      | 1824         | Élysée de Suleau                                | Sous-préfet de Compiègne                                                              | Passe à la préfecture du Vaucluse                                          |
| 29 juin 1824     | 1828         | Gabriel Marie Jean Benoît de Lantivy de Kerveno | Page de Napoléon Ier Sous-préfet du Havre                                             | Nommé préfet du Lot                                                        |
| 3 mars 1828      | 1830         | Joseph Jérôme Hilaire Angellier                 | Préfet de l'Aude                                                                      | nommé préfet du Var                                                        |
| 27 juin 1830     | 1830         | Marie Joseph Gabriel Xavier Choiseul-Beaupré    |                                                                                       |                                                                            |
|                  |              |                                                 |                                                                                       |                                                                            |

### Préfets de lamonarchie de Juillet
| Période          | Période | Identité                  | Fonction précédente | Observation |
| ---------------- | ------- | ------------------------- | ------------------- | ----------- |
| 4 septembre 1830 | 1845    | Honoré Jourdan du Var     |                     |             |
| 14 mai 1845      | 1848    | René Joseph Jean Fresneau |                     |             |

### Préfets etcommissaires du gouvernementde laDeuxième République(1848-1851)
| Période        | Période    | Identité                                                  | Fonction précédente | Observation                                                                |
| -------------- | ---------- | --------------------------------------------------------- | ------------------- | -------------------------------------------------------------------------- |
| février 1848   | avril 1848 | Pierre Auguste Vogin                                      |                     | Commissaire du gouvernement provisoire (1848) Devient député de la Meurthe |
| février 1848   | avril 1848 | Pierre Marie Pietri                                       |                     | Commissaire du gouvernement provisoire (1848) Devient député de la Corse   |
| avril 1848     | 1848       | Andria Pozzo di Borgo                                     |                     | Commissaire général                                                        |
| 2 juin 1848    | 1849       | Antoine Aubert                                            |                     |                                                                            |
| 3 février 1849 | 1852       | Jean-Baptiste Olivier Jules César Rivaud de La Raffinière |                     |                                                                            |

### Préfets duSecond Empire(1851-1870)
| Période         | Période          | Identité                    | Fonction précédente | Observation |
| --------------- | ---------------- | --------------------------- | ------------------- | ----------- |
| 9 mai 1852      | 1856             | Constant Thuillier          |                     |             |
| 8 avril 1856    | 1860             | Alexis Félix Montois        |                     |             |
| 10 janvier 1860 | 1861             | Jean Paul Gustave Segaud    | Préfet de l'Indre   |             |
| 12 mars 1861    | 1870             | Louis Charles Germaine Géry |                     |             |
| 31 janvier 1870 | 7 septembre 1870 | Jacques Ernest Boyer        |                     |             |

### Préfets de laTroisième République(1870-1940)
| Période           | Période | Identité                                        | Fonction précédente           | Observation                                                                               |
| ----------------- | ------- | ----------------------------------------------- | ----------------------------- | ----------------------------------------------------------------------------------------- |
| 23 février 1871   | 1872    | Paul Dhormoys                                   |                               |                                                                                           |
| 23 avril 1872     | 1872    | Jean-Baptiste Eugène Dauzon                     |                               |                                                                                           |
| 9 août 1872       | 1873    | Antoine Charles Léon Daunassans                 |                               |                                                                                           |
| 15 février 1873   | 1873    | Eugène Poubelle                                 | Préfet de l'Isère             | Passe à la préfecture du Doubs                                                            |
| 26 mai 1873       | 1873    | François-Antoine-Alphonse Vivaux                |                               | Sans suite. Passe à la préfecture de la Lozère                                            |
| 30 mai 1873       | 1875    | Albert Souvestre                                |                               |                                                                                           |
| 28 janvier 1875   | 1877    | Antoine Charles Léon Daunassans                 |                               | Passe à la préfecture de la Côte-d'Or puis préfecture d'Indre-et-Loire                    |
| 26 mai 1877       | 1877    | Emmanuel Louis Grandval                         |                               |                                                                                           |
| 27 décembre 1877  | 1879    | Eugène Schnerb                                  |                               | Devient propriétaire du Petit Parisien Passe à la préfecture de la Gironde                |
| 27 mars 1879      | 1879    | Paul Adrien d'Artigues                          |                               |                                                                                           |
| 18 septembre 1879 | 1880    | Louis Albert Delasalle                          | Préfet de l'Indre             |                                                                                           |
| 24 janvier 1880   | 1880    | Charles Edgar Omer de Marçay                    |                               |                                                                                           |
| 15 octobre 1880   | 1881    | Louis Gilbert Leguay                            | Notaire Sous-préfet de Verdun | Devient député puis sénateur du Puy-de-Dôme (1889)                                        |
| 16 novembre 1881  | 1882    | Jean Joseph Arthur Gragnon                      |                               |                                                                                           |
| 19 juillet 1882   | 1882    | Aristide Léopold Demangeat                      |                               |                                                                                           |
| 13 septembre 1882 | 1884    | Marie Lucien Justin Maurice André de Trémontels | Préfet de l'Aveyron           |                                                                                           |
| 22 octobre 1884   | 1885    | Jules Louis Dufresne                            | Préfet de la Haute-Marne      |                                                                                           |
| 10 mai 1885       | 1885    | Léon Barrabant                                  | Sous-préfet de Bayeux         |                                                                                           |
| 9 décembre 1885   | 1886    | Emmanuel Joseph Georges Bès de Berc             |                               | Passe à la préfecture de l'Aisne                                                          |
| 1er décembre 1886 | 1889    | Auguste Frémont                                 | Préfet de Loir-et-Cher        |                                                                                           |
| 15 juin 1889      | 1893    | Jacques Marcel Bonnefoy-Sibour                  | Préfet de la Lozère           |                                                                                           |
| 25 octobre 1893   | 1895    | Charles Étienne Lutaud                          |                               | Nommé préfet des Côtes-du-Nord                                                            |
| 1er janvier 1896  | 1896    | Adrien Bonhoure                                 |                               | Passe à la préfecture des Vosges Devient gouverneur des établissements français de l'Inde |
| 7 juin 1896       | 1897    | Paul Joseph Boudier                             | Préfet de la Haute-Marne      | Passe à la préfecture de Saône-et-Loire                                                   |
| 1er octobre 1897  | 1904    | Jean Joseph Félix Cassagneau                    | Préfet de l'Indre             |                                                                                           |
| 15 septembre 1904 | 1905    | Marcel François Delanney                        |                               | Passe à la préfecture de la Seine                                                         |
| 21 juin 1905      | 1906    | Jean-Baptiste Pierre Ferdinand Phelut           |                               | Passe à la préfecture de la Côte-d'Or                                                     |
| 1er décembre 1906 | 1909    | Auguste Marie Joseph Chaleil                    |                               |                                                                                           |
| 21 août 1909      | 1910    | Jacques Prosper Edmond Fabre                    |                               |                                                                                           |
| 1er novembre 1910 | 1911    | Claude Clément Buellet                          | Préfet de l'Aveyron           |                                                                                           |
| 21 juin 1911      | 1911    | Hippolyte Juillard                              |                               | Passe à la préfecture de la Nièvre                                                        |
| 21 mars 1912      | 1914    | Louis Thibon                                    | Préfet de l'Ardèche           | Passe à la préfecture du Gard                                                             |
| 1er février 1914  | 1914    | Gabriel Marc Charles Olivier Brin               |                               |                                                                                           |
| 29 juillet 1914   | 1918    | Albert Marie Georges Henry                      |                               |                                                                                           |
| 1er juillet 1918  | 1919    | François Parfait Gaston Allain                  |                               |                                                                                           |
| 8 février 1919    | 1920    | Théophile Noé Louis Barnier                     |                               |                                                                                           |
| 16 mars 1920      | 1921    | Maurice Mounier                                 |                               | Passe à la préfecture du Gard                                                             |
| 5 juin 1921       | 1924    | Georges Félix Maurice Thome                     |                               |                                                                                           |
| 1er août 1924     | 1929    | Louis Florentin Marlier                         |                               |                                                                                           |
| 11 mars 1929      | 1930    | Amédée Félix Bussière                           |                               |                                                                                           |
| 7 juin 1930       | 1935    | Joseph Paul Dieudonné Seguin                    |                               |                                                                                           |
| 31 mars 1935      | 1936    | Jean-Baptiste Victor Dissard                    |                               |                                                                                           |
| 1er novembre 1936 | 1940    | Jules Henri Anastase Petitjean                  |                               |                                                                                           |

### Préfet de Vichy (1940-1943)
| Période      | Période         | Identité    | Fonction précédente | Observation |
| ------------ | --------------- | ----------- | ------------------- | --- |
| 20 août 1940 | 21 février 1943 | Paul Balley |                     | Protège les juifs malgré les instructions du gouvernement. Décoré de la Francisque. Poste suivant : préfet de l'Ain |

| Période         | Période | Identité                               | Fonction précédente | Observation                                                         |
| --------------- | ------- | -------------------------------------- | ------------------- | ------------------------------------------------------------------- |
| 21 janvier 1943 |         | Pierre Lecène                          |                     | Passe à la préfecture du Lot-et-Garonne                             |
| 18 août 1943    | 1943    | François Jean-Baptiste Louis Pelletier |                     | Rallié à la France libre en septembre 1943, mais néanmoins remplacé |

### Préfets et commissaires de la République duGPRFet de laQuatrième République(1944-1958)
| Période           | Période | Identité                          | Fonction précédente                                                           | Observation                                                                        |
| ----------------- | ------- | --------------------------------- | ----------------------------------------------------------------------------- | ---------------------------------------------------------------------------------- |
| 14 septembre 1943 | 1944    | Charles Luizet                    |                                                                               | Premier préfet délégué par le C.F.L.N.                                             |
| 1er juillet 1944  | 1945    | Roger Louis Jean Moris            |                                                                               | Passe à la préfecture des Pyrénées-Atlantiques                                     |
| 18 septembre 1945 | 1947    | Pierre-Joseph Jean Jacques Ravail | Sous-préfet de Corte (6 novembre 1940) Sous-préfet de Sartène (11 avril 1942) | Préfet de la Corse délégué dans ses fonctions Passe à la préfecture de la Vienne   |
| 21 janvier 1947   | 1949    | Maurice Papon                     | Préfet des Landes                                                             | Préfet de la Corse délégué dans ses fonctions Passe à la préfecture de Constantine |
| 15 octobre 1949   | 1952    | Lucien Edouard Louis Drevon       | Préfet de Saône-et-Loire                                                      |                                                                                    |
| 1er novembre 1952 | 1958    | Marcel Camille Savreux            |                                                                               |                                                                                    |
| 18 juin 1958      | 1959    | Guy Léon Lamassoure               |                                                                               | Passe à la préfecture de l'Indre                                                   |

### Préfets de laCinquième République(1958-1975)
| Période           | Période | Identité                     | Fonction précédente | Observation |
| ----------------- | ------- | ---------------------------- | ------------------- | ----------- |
| 11 janvier 1959   | 1962    | Bernard Modeste Jules Vaugon |                     |             |
| 7 février 1962    | 1966    | Marcel Albert Turon          |                     |             |
| 1er juin 1966     | 1969    | Maurice Léon Lambert         |                     |             |
| 1er novembre 1969 | 1972    | François Louis Luc Bourgin   |                     |             |

À partir de 1972, le préfet du département de la Corse est aussi le préfet de la Région Corse
| Période        | Période       | Identité                        | Fonction précédente                  | Observation |
| -------------- | ------------- | ------------------------------- | ------------------------------------ | ----------- |
| juillet 1972   | 1974          | Jean Antoine Joseph Faussemagne | Préfet de la Meuse Préfet des Vosges |             |
| 8 février 1974 | 1975          | Jacques Robert Delaunay         |                                      |             |
| 15 mars 1975   | 29 août 1975  | Gabriel Gilly                   | Préfet des Pyrénées-Atlantiques      |             |
| août 1975      | décembre 1975 | Jean Riolacci                   |                                      | -           |

## Liste des préfets depuis la séparation du département de la Corse (depuis 1975)

### Liste des préfets de la Corse-du-Sud
Le statut de préfet de la Région Corse est donné au préfet de la Corse-Du-Sud.